# Final do Campeonato Catarinense de Futebol de 2011 - Divisão de Acesso
A Final do Campeonato Catarinense de Futebol de 2011 - Divisão de Acesso foi a decisão da quarta edição desta competição. Foi realizada em duas partidas, com mando de campo alternado entre as duas equipes participantes Biguaçu e Caçador. O time de melhor campanha no Quadrangular (fase anterior), teria o direito do mando de campo da segunda partida da final, além da vantagem do resultado de empate ao final da prorrogação.
O Biguaçu venceu os dois jogos da final e sagrou-se o campeão, conquistando assim a vaga para a Divisão Especial de 2012. Já o Caçador foi o vice, e continuará na Divisão de Acesso no ano seguinte.

## Vantagem
No regulamento da terceira divisão do certame catarinense, estava previsto que as duas equipes se enfrentam em dois jogos, tendo o mando de campo do segundo jogo, a primeira colocada na classificação do quadrangular (fase anterior), no caso o Biguaçu.
Seria considerada vencedora da disputa a equipe que, ao final do jogo de volta (segunda partida), obtivesse o maior número de pontos ganhos. Se após a realização do jogo de volta (segunda partida) as equipes terminassem empatadas em número de pontos ganhos, independente do saldo de gols e dos outros índices técnicos, haveria uma prorrogação de 30 minutos, em dois tempos de 15, para se conhecer a vencedora da disputa. Caso ao final da prorrogação do jogo de volta persistisse o empate, seria considerada vencedora da disputa a equipe mandante do jogo de volta (segunda partida).
Somente a equipe campeã da Divisão de Acesso do Campeonato Catarinense de Futebol de 2011, estaria classificada para a disputa da Divisão Especial do Campeonato Catarinense de Futebol de 2012.

## Histórico recente
Neste campeonato foram 4 jogos disputados pela dupla de finalistas até esta final, e o equilíbrio predominou. Foram 3 empates e apenas uma vitória de 1 a 0 em favor do Biguaçu, pela sétima rodada do Returno no Estádio Acácio Zêunio da Silva em Biguaçu, com o gol marcado pelo atacante Zé Neto aos 40 minutos do primeiro tempo.

## Campanhas dos finalistas
As campanhas dos finalistas Biguaçu e Caçador, foram marcadas pelo grande equilíbrio entre as duas equipes. Na primeira fase, o equilíbrio foi tão grande, que o primeiro lugar na classificação geral foi decidido pelo confronto direto entre as duas equipes. Já no quadrangular final, o Biguaçu se classificou para a final em primeiro lugar com 12 pontos, e o Caçador em segundo lugar com 1 ponto a menos.

### Primeira fase
| 1 | Biguaçu | 26 | 12 | 8 | 2 | 2 | 23 | 4 | +19 | 72,2 |
| 2 | Caçador | 26 | 12 | 8 | 2 | 2 | 23 | 4 | +19 | 72,2 |

### Quadrangular
| 1 | Biguaçu | 12 | 6 | 3 | 3 | 0 | 15 | 3 | +12 | 66,7 |
| 2 | Caçador | 11 | 6 | 3 | 2 | 1 | 9  | 3 | +6  | 61,1 |

## Primeira partida
| 11 de dezembro de 2011 | Caçador    | 1 x 2  | Biguaçu                  | Estádio Carlos Alberto Costa Neves, Caçador         |
| 17h00                  | Thiago 30' | Súmula | 66' Zé Neto · 79' Rafael | Público: 1,220 Árbitro: Edmundo Alves do Nascimento |

| Cores do Time · Cores do Time · Cores do Time · Cores do Time · Cores do Time | Cores do Time · Cores do Time · Cores do Time · Cores do Time · Cores do Time |

| CAÇADOR:        |    |  |               |     |                                                                         |
|                 |    |  |               |     |                                                                         |
| G               | 1  |  | Gilberto      |     |                                                                         |
| LD              | 2  |  | Henrique      | 55' |                                                                         |
| Z               | 3  |  | Thiago        |     | Penalizado com cartão amarelo                                           |
| Z               | 4  |  | Diego         |     |                                                                         |
| Z               | 5  |  | Júnior Gaúcho |     |                                                                         |
| LE              | 6  |  | Hedipo        |     |                                                                         |
| V               | 7  |  | Evandro       |     | Penalizado com cartão amarelo · Penalizado com cartão amarelo · Expulso |
| V               | 8  |  | Edno          |     |                                                                         |
| M               | 10 |  | Carlos        | 71' |                                                                         |
| A               | 11 |  | Sadan         |     |                                                                         |
| A               | 9  |  | Linha         | 68' |                                                                         |
| Reservas:       |    |  |               |     |                                                                         |
| G               | 12 |  | Charles       |     |                                                                         |
| M               | 13 |  | André         |     |                                                                         |
| LE              | 14 |  | Rafael Pasa   | 55' |                                                                         |
| M               | 15 |  | Felipe        | 68' |                                                                         |
| Z               | 16 |  | Gean Michel   | 71' |                                                                         |
| V               | 17 |  | William       |     |                                                                         |
| V               | 18 |  | Jô            |     |                                                                         |
| Técnico:        |    |  |               |     |                                                                         |
| Rogerio Prateat |    |  |               |     |                                                                         |

| BIGUAÇU:  |    |  |                 |     |                                                                         |
|           |    |  |                 |     |                                                                         |
| G         | 1  |  | Nei             |     |                                                                         |
| LD        | 2  |  | Felipe          |     |                                                                         |
| Z         | 3  |  | Douglas Paraíba | 40' |                                                                         |
| Z         | 4  |  | Russo           |     | Penalizado com cartão amarelo                                           |
| LE        | 6  |  | John Lenon      |     | Penalizado com cartão amarelo · Penalizado com cartão amarelo · Expulso |
| V         | 5  |  | Andreson        | 73' |                                                                         |
| V         | 7  |  | Fernando        |     | Penalizado com cartão amarelo                                           |
| M         | 8  |  | Thiago Recife   |     | Penalizado com cartão amarelo                                           |
| M         | 10 |  | Renan           |     | Penalizado com cartão amarelo                                           |
| A         | 11 |  | Zé Neto         |     |                                                                         |
| A         | 9  |  | Rafael          | 81' |                                                                         |
| Reservas: |    |  |                 |     |                                                                         |
| G         | 12 |  | Alemão          |     |                                                                         |
| LD        | 13 |  | Chiquinho       |     |                                                                         |
| V         | 14 |  | Júnior          | 81' |                                                                         |
| M         | 15 |  | Arley           |     |                                                                         |
| M         | 16 |  | Jean            | 40' |                                                                         |
| A         | 17 |  | Santos          | 73' |                                                                         |
| A         | 18 |  | Grafite         |     |                                                                         |
| Técnico:  |    |  |                 |     |                                                                         |
| Fabrício  |    |  |                 |     |                                                                         |

## Segunda partida
| 18 de dezembro de 2011 | Biguaçu                        | 2 x 1  | Caçador           | Estádio Acácio Zêunio da Silva, Biguaçu |
| 16h00                  | Rafael 70' · Thiago Recife 95' | Súmula | 37' Júnior Gaúcho | Público: 333 Árbitro: Jefferson Schmidt |

| Cores do Time · Cores do Time · Cores do Time · Cores do Time · Cores do Time | Cores do Time · Cores do Time · Cores do Time · Cores do Time · Cores do Time |

| BIGUAÇU:  |    |  |                 |     |                               |
|           |    |  |                 |     |                               |
| G         | 1  |  | Nei             |     | Penalizado com cartão amarelo |
| LD        | 2  |  | Chiquinho       |     |                               |
| Z         | 3  |  | Douglas Paraíba |     |                               |
| Z         | 4  |  | Fernando        |     | Penalizado com cartão amarelo |
| LE        | 6  |  | Russo           |     | Penalizado com cartão amarelo |
| V         | 5  |  | Andreson        |     |                               |
| V         | 7  |  | Júnior          | 83' |                               |
| M         | 8  |  | Thiago Recife   |     | Penalizado com cartão amarelo |
| M         | 10 |  | Renan           |     |                               |
| A         | 11 |  | Zé Neto         | 87' |                               |
| A         | 9  |  | Rafael          |     | Penalizado com cartão amarelo |
| Reservas: |    |  |                 |     |                               |
| G         | 12 |  | Dnniel          |     |                               |
| LD        | 13 |  | Gabriel         |     |                               |
| V         | 14 |  | Juninho         | 87' |                               |
| M         | 15 |  | Arley           | 83' |                               |
| M         | 16 |  | Fernando Dimas  |     |                               |
| A         | 17 |  | Santos          |     |                               |
| A         | 18 |  | Grafite         |     |                               |
| Técnico:  |    |  |                 |     |                               |
| Fabrício  |    |  |                 |     |                               |

| CAÇADOR:        |    |  |               |     |                               |
|                 |    |  |               |     |                               |
| G               | 1  |  | Charles       |     |                               |
| LD              | 2  |  | André         | 51' |                               |
| Z               | 3  |  | Thiago        | 84' |                               |
| Z               | 4  |  | Josué         |     |                               |
| Z               | 5  |  | Júnior Gaúcho |     |                               |
| LE              | 6  |  | Hedipo        |     |                               |
| V               | 7  |  | Piter         | 68' | Penalizado com cartão amarelo |
| V               | 8  |  | Edno          |     |                               |
| M               | 10 |  | Carlos        |     |                               |
| A               | 11 |  | Sadan         |     |                               |
| A               | 9  |  | Linha         |     | Penalizado com cartão amarelo |
| Reservas:       |    |  |               |     |                               |
| G               | 12 |  | Gilberto      |     |                               |
| LD              | 13 |  | Henrique      | 51' |                               |
| Z               | 14 |  | Diego         |     |                               |
| M               | 15 |  | Felipe        | 68' | Penalizado com cartão amarelo |
| A               | 16 |  | Jô            |     |                               |
| V               | 17 |  | William       |     |                               |
| A               | 18 |  | Alisson       | 84' |                               |
| Técnico:        |    |  |               |     |                               |
| Rogerio Prateat |    |  |               |     |                               |

## Campeão
| Campeonato Catarinense de 2011 - Divisão de Acesso |
| -------------------------------------------------- |
| Biguaçu 1º Título                                  |